# Consort (Alberta)
Consort es un pueblo canadiense situado en la provincia de Alberta.

## Superficie
Consort tiene una superficie de 3,02 km².

## Demografía
En 2021, tenía 644 habitantes, una densidad poblacional de 213 hab./km², y 300 viviendas.